# In persona Christi
In persona Christi è una locuzione latina della teologia sacramentale occidentale che significa letteralmente "nella persona di Cristo" ovvero "al posto di Cristo". Essa è un concetto tipico della Chiesa cattolica, parzialmente accolto anche dalla Chiesa evangelica luterana (con alcune divergenze dottrinali rispetto alla Chiesa cattolica) e dall'anglicanesimo. L'espressione più estesa In persona Christi capitis ("nella persona di Cristo Capo") fu introdotta dalla Presbyterorum Ordinis del 7 dicembre 1965.
La locuzione sta ad indicare quelle azioni compiute come se fosse Gesù stesso a compierle, in particolare si usa per indicare quel momento della Messa in cui il sacerdote pronuncia la preghiera eucaristica ed avviene la transustanziazione. Proprio il fatto di agire "come se fosse Gesù" e di ripetere gli stessi gesti e le stesse parole del Cristo durante la preghiera eucaristica è uno dei motivi per cui non viene permesso alle donne di ricevere il sacramento dell'Ordine sacro: come tali infatti non possono personificare Gesù che ha scelto di incarnarsi come uomo.
Il termine compare nella teologia cattolica romana (diritto canonico, teologia dogmatica) e negli scritti confessionali della Chiesa evangelica luterana. Ciò significa che l'effettivo esecutore di un atto di culto non è colui che viene visto e ascoltato, ma Cristo: ad esempio, secondo il punto di vista protestante, ogni volta che qualcuno battezza, in verità è Cristo stesso che battezza.

## Chiesa cattolica
Secondo la teologia cattolica, il sacerdote (presbitero o vescovo, non i diaconi) opera nella persona di Cristo quando pronuncia le parole che fanno parte del rito di un sacramento. 
Fino al Concilio Vaticano II il sacerdote era chiamato anche alter Christus (altro Cristo), per ricordare la dignità che gli derivava dall'operare in nome e per conto del Signore.

### Storia

#### Rigetto del donatismo
Poiché presbiteri e vescovi operano in persona Christi, l'efficacia del sacramento non dipende dalla persona, ma dalla funzione (il sacerdote in persona Christi) e permane quindi anche se il sacerdote nel compimento delle sue mansioni consapevolmente si dichiara ateo o non in stato di grazia.
La dottrina risale a prima del IV secolo. sant'Agostino nel Contra Gaudentium Donatistarum episcopum libri duo e nelle opere polemiche come Dopo il confronto contro i Donatisti esprime il concetto secondo il quale i sacerdoti, i vescovi e i diaconi operano in nome e per conto di Gesù Cristo che garantisce la validità e l'efficacia dei sacramenti amministrati a prescindere dalla dignità personale, dai peccati o dallo stato di grazia del ministro di culto.

#### Scolastica:in persona Christivsin persona Ecclesiae

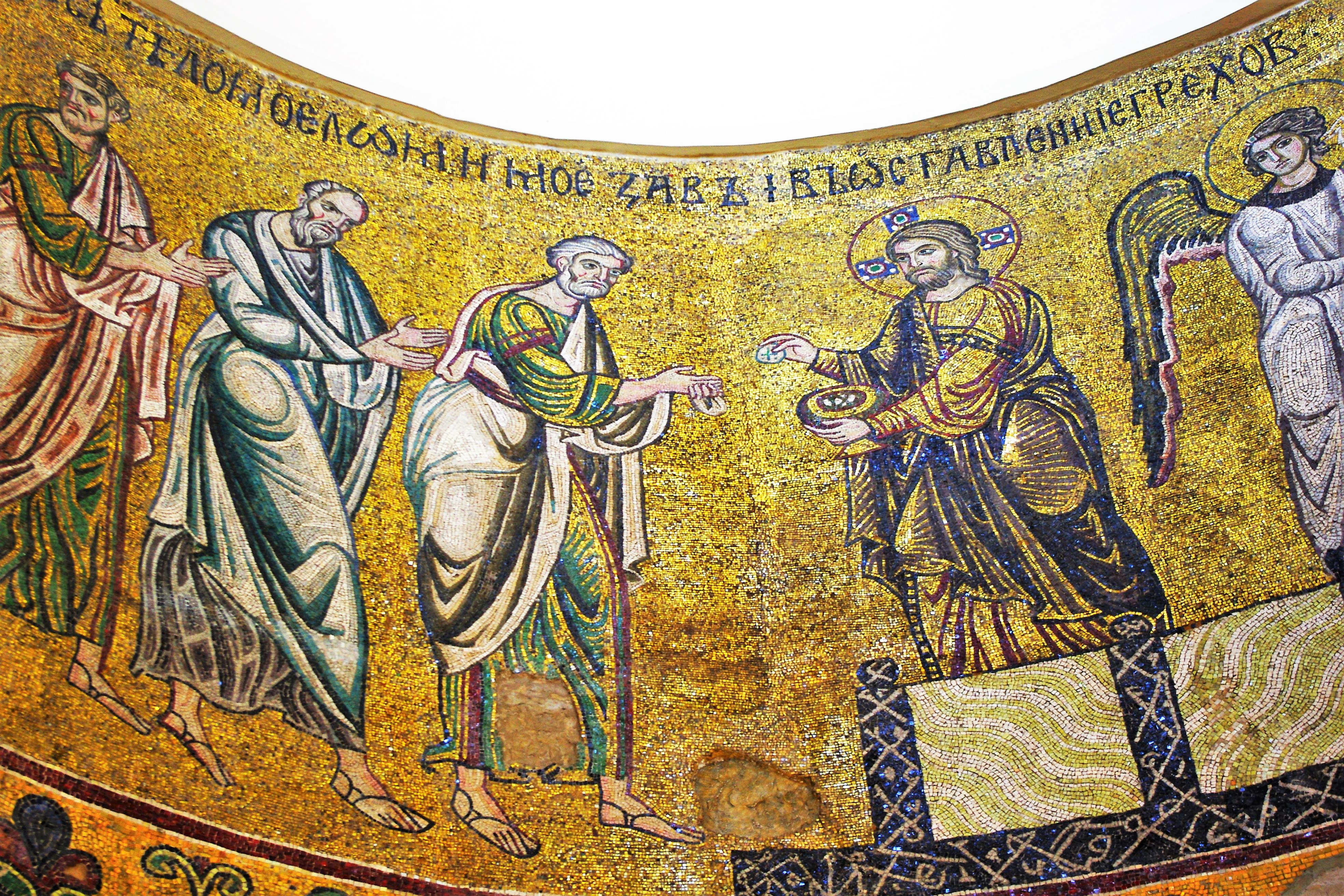
Cristo che distribuisce la Santa Eucaristia agli apostoli (mosaico della Cattedrale di Santa Sofia a Kiev.

Il sacerdote è in persona Christi quando pronuncia le parole dell'istituzione durante la consacrazione eucaristica. Le parole del sacerdote sono le stesse pronunciate da Gesù durante l'Ultima Cena. Il paradosso di queste parole divine indusse la Scolastica a formulare la distinzione tra in persona Christi ("nella persona di Cristo") e di in persona Ecclesiæ ("nella persona della Chiesa").
La distinzione è enucleata nella Summa Theologiae di san Tommaso d'Aquino:
Secoli dopo, anche san Roberto Bellarmino scrisse che il sacerdote, quando prega o loda, opera "in nome proprio", mentre:

#### Papa Pio XII (1947)
Il potere sacerdotale fu donato da Gesù ai dodici apostoli con l'effusione dello Spirito Santo Dio nel giorno di Pentecoste. Da allora, tale potere è donato ai loro successori mediante l'imposizione delle mani sul capo da parte di altri di essi validamente consacrati allo stesso modo. In virtù di tale potere, essi rappresentano la persona di Gesù Cristo davanti al Suo popolo, agendo allo stesso tempo come rappresentanti del popolo davanti a Dio.
L'augusto sacrificio dell'altare, dunque, non è una mera e vuota commemorazione della Passione e della morte di Gesù, ma un vero e proprio ripetersi e rinnovarsi dell'atto di sacrificale con il quale il Sommo Sacerdote, mediante un'immolazione incruenta, offre se stesso come vittima graditissima all'Eterno Padre, come fece sulla croce:
Il sacerdote è Gesù Cristo stesso, di cui il suo ministro rappresenta la sacra Persona. Ora il ministro, in virtù della consacrazione sacerdotale ricevuta, incarna il Sommo sacerdote e possiede il potere di compiere opere in virtù della persona stessa di Cristo.

#### Vescovi del Concilio Vaticano II (1964)
I sacerdoti, pur non possedendo il massimo grado del sacerdozio e pur dipendendo dai vescovi nell'esercizio della loro potestà, sono tuttavia uniti a questi ultimi nella dignità sacerdotale. Dunque, sono sacerdoti sia i presbiteri che i vescovi. Con il potere dell'Ordine sacro, a immagine di Cristo Sommo Sacerdote eterno, sono consacrati a predicare il Vangelo, a pascere i fedeli e a celebrare il culto divino, in modo da essere veri sacerdoti del Nuovo Testamento. Partecipando alla funzione dell'unico Mediatore Cristo, al loro livello di ministero, annunciano a tutti la parola divina. Esercitano la loro sacra funzione soprattutto nel culto eucaristico o nella celebrazione della Messa. A un livello inferiore della gerarchia si trovano i diaconi, sui quali vengono imposte le mani non per il sacerdozio, ma per un ministero di servizio.

#### Papa Paolo VI (1967)
(Paolo VI, Sacerdotalis caelibatus, n. 29)

#### Giovanni Paolo II (1980)
(Giovanni Paolo II, Dominicae cenae, Sacralità dell'Eucaristia e sacrificio, 24 febbraio 1980)

#### Editio typicadel Catechismo della Chiesa cattolica (1997)
Secondo l'editio typica del Catechismo della Chiesa cattolica, pubblicata nel '97:

#### Papa Benedetto XVI (2007)
Celebrando la Messa crismale del Giovedì Santo con i sacerdoti della Diocesi di Roma, papa Benedetto XVI dichiarò che essi devono prepararsi a fondo per celebrare la Messa e amministrare i sacramenti, ricordando che agiscono nella persona di Cristo.

#### Codice di diritto canonico del 1983, modificato da Benedetto XVI nel 2009
Secondo il Codice di diritto canonico, come riformato nel 1983 e poi nel 2009 da papa Benedetto XVI:
Can. 1009 - §1. Gli ordini sono l'episcopato, il presbiterato e il diaconato.
§2. Vengono conferiti mediante l'imposizione delle mani e la preghiera consacratoria, che i libri liturgici prescrivono per i singoli gradi.
§3. Coloro che sono costituiti nell'ordine dell'episcopato o del presbiterato ricevono la missione e la facoltà di agire nella persona di Cristo Capo, i diaconi invece vengono abilitati a servire il popolo di Dio nella diaconia della liturgia, della parola e della carità.»
(Codice di diritto canonico, cann. 1008-1009)

### Significato liturgico
La dottrina dell'In persona Christi influisce sulla pratica liturgica. Quando un sacerdote si rivolge alla congregazione nella persona di Cristo, le parole che pronuncia sono quelle di Dio rivolte alla Chiesa, e non le parole degli uomini rivolte a Dio. Per esempio, parlando della conclusione della Messa, l'Ufficio delle celebrazioni liturgiche del Sommo Pontefice ha affermato:
(Ufficio delle celebrazioni liturgiche del Sommo Pontefice, The Priest in the Concluding Rites of the Mass,)
La modifica del Codice di diritto canonico introdotta dal motu proprio Omnium in mentem risolse un'aporia circa l'applicabilità dell'in persona Christi Capitis ("in persona di Cristo Capo") ai diaconi, oltreché ai presbiteri e ai vescovi. Con il nuovo testo, la nozione di in persona Christi Capitis si applica solo ai sacerdoti e ai vescovi.

## Secondo la Chiesa luterana
Nel Sacramento della Penitenza il sacerdote agisce "in persona Christi", quando questo assolve i peccati del penitente. Questo informa la teologia che sta dietro al sigillo del confessionale.1Poiché il sacerdote opera al posto di Cristo quando assolve un peccatore (Luca 10:16; 2 Corinzi 2:10), opera anche al posto di Cristo quando ascolta una confessione. Come tale, non può rivelare ciò che Cristo stesso non rivela (Isaia 43:25; Geremia 31:34).
Chi agisce per conto di Cristo deve vivere come Lui: come persona buona e cristiana; pronto a soffrire per il Vangelo di Cristo, se necessario a morire (martirio); il più possibile celibe, ecc. I cattolici invece rigettano il donatismo.
Poiché Gesù è l'Unigenito (Monogenes), solo un ministro può rappresentarlo al meglio nel servizio divino. Dal punto di vista luterano, la concelebrazione era quindi inammissibile o almeno sfavorevole. Tommaso d'Aquino e papa Pio XII si opposero a tale concezione: tutti i sacerdoti della Chiesa sono uno nel Sommo Sacerdote Cristo, operando sempre e solo come Suoi ministri e servitori.

## Conclusioni
Da questo principio si traggono diverse conclusioni, alcune delle quali sono indiscusse e altre sono oggetto di dibattito, anche negli ambienti cattolici. Tra queste vi sono le seguenti:
- chi agisce per conto di Cristo nell'evento centrale di un sacramento appare nel suo "ruolo" durante l'intera celebrazione, opera in vece di Cristo per tutto il tempo;
- chi rappresenta Cristo, che è vero Dio e vero uomo (s. Atanasio di Alessandria) deve anche essergli conforme nel genere della carne, cioè essere un uomo. Questo escluderebbe la possibilità del sacerdozio e diaconato femminile. Papa Giovanni Paolo II ha dichiarato questa decisione come Magistero ordinario e universale, quindi vincolante nella sua lettera del 1994 Ordinatio sacerdotalis.